# ناحية قلعة المضيق
ناحية قلعة المضيق إحدى نواحي سوريا تتبع إداريّاً لمحافظة حماة منطقة السقيلبية ومركزها بلدة قلعة المضيق، بلغ تعداد سكان الناحية 85,597 نسمة حسب التعداد السكاني لعام 2004.

## بلدات وقرى ناحية قلعة المضيق
الأشرفية، الثورة، العزيزية، باب الطاقة، البارد، دير سنبل، الحويز الشمالي، الحمراء، الحواش، الحميرات، الحرية، جماسة عديات (الشريعة)، الجيد، كفر نبودة، الكريم، قلعة المضيق، المهاجرين، قبر فضة، القاهرة، قيراطة، الرملة، الرصيف، الصالحية، صهرية، شهرناز، تل هواش، تمانعة الغاب، التويني، حويجة فوقا، الباني، الحويز القبلي (الحويز فوقاني)، الزيتية، الشعيرة، الكركات، حويجة السلة، حويجة السياد، عوجة التوبة، كاوري، مستريحة أفاميا، ميدان غزال.